# Ljudmila Semenjaka
Ljudmila Semenjaka, ryska Людмила Семеняка, född 16 januari 1952 i Leningrad (nuvarande Sankt Petersburg), är en rysk ballerina.
Semenjaka avlade examen 1970 och anställdes av Kirovbaletten. Två år senare flyttade hon till Bolsjojbaletten.